# クストーツァの戦い (1848年)
第一次クストーツァの戦い（だいいちじクストーツァのたたかい）は、1848年7月24日と25日、第一次イタリア独立戦争中に、陸軍元帥ヨーゼフ・ラデツキーが指揮するオーストリア帝国軍とカルロ・アルベルト王率いるサルデーニャ王国軍が戦った。

## 背景
1848年3月、ミラノはオーストリアの占領に対する反乱（ミラノの5日間）を開始した。カルロ・アルベルトはミラノの反乱を支持し、オーストリアとの戦争を宣言した。ヴェネチアもまたオーストリアからの独立を宣言した。オーストリアの陸軍元帥ヨーゼフ・ラデツキーは、ミラノから自軍を撤退させ、「四辺形」として知られるヴェローナ、マントヴァ、ペスキエーラ、およびレニャーゴの4つの要塞に防衛陣地を築いた。ピエモンテ軍は短い包囲の後でペスキエーラを奪ったが、ラデツキーはかなりの援軍を受け取った。

## 戦い
7月25日頃、ピエモンテ軍は北のリヴォリ高原から南のゴヴェルノロまで、戦場に広く分散した。元帥ラデツキーは7月23日にit:Ettore de Sonnaz将軍率いるピエモンテ第2部隊に攻撃して、ペスキエーラまで撤退させた。24日のもう１つの攻撃でミンチョ川を背に部隊が２つに分かれた。
ピエモンテ最高司令部はゆっくりと不確かに北からの知らせを受け、最終的にEusebio Bava将軍率いる第1部隊の大半で、Staffaloの村に向けて後方からオーストリア軍を攻撃することを決定した。攻撃は24日の午後に始まり、この地に展開していた一個旅団を上手く撤退させた。しかし、これでサルデーニャ司令官は自己満足の悪い感覚に落ち着かせ、ラデツキーを駆り立ててミンチョ川を越えて前進するのを止めさせ、これらの敵軍を進軍させた。
25日、ピエモンテ軍はこの地でより多くの敵軍に攻撃するように命じられ、第2部隊はミンチョ川からの攻撃を助けるように指示された（しかし、将軍は部隊が疲れ過ぎていると命令を拒否した）。しかし、攻撃的だったものが一転して敵の前進に対し必死に立ち向かうことになった。一日中、数が多かったピエモンテ軍は2つのオーストリア部隊による攻撃にさらされ、その日の終わりまでに全列が後退を余儀なくされた。しかし、撤退は整然とした方法で行われ、兵士たちは戦っていた。

## 余波
十分な勝利ではなかったが（実際、オーストリアはピエモンテよりも大きな損失を被り、全てのピエモンテの主要部隊は結束と装備を保っていた）、カルロ・アルベルト王と将軍は心が折れていた。最初は反撃しようとしていたが、ミンチョ川の背後の後退はミラノでのみ止まるだろう。市の郊外での小さな戦いの後、休戦協定（当初は6週間で）が調印され、ピエモンテ軍はサルデーニャ王国の境界内に撤退した。
翌年の戦争遂行を延長する試みは、ラデツキーの別の勝利と第一次イタリア独立戦争の効果的な終結をもたらした。オーストリア元帥は全ての反抗的な州をオーストリア支配下に戻した。